# Élections législatives de 1924 dans l'Ain
Les élections législatives dans l'Ain ont lieu les dimanche 11 mai 1924 et 25 mai 1924. Elles ont pour but d'élire les députés représentant le département à la Chambre des députés pour un mandat de quatre années.

## Mode de scrutin
De 1889 à 1919 l'élection se faisait au scrutin d'arrondissement, soit un mode uninominal majoritaire à deux tours. 
La loi du 12 juillet 1924 instaure un système mixte, alliant scrutin proportionnel plurinominal et scrutin majoritaire plurinominal à un tour dans le cadre du département. 
Même si dans les faits, le scrutin majoritaire prime sur le proportionnel : les législateurs ont introduit seulement une « dose de proportionnelle ».
L'électeur vote pour un candidat membre d'une liste (il peut panacher entre les listes) : l'Ain ayant 5 députés à élire l'on peut voter pour 6 candidats.
Les trois moyens d'être élu sont : 
1. D'une part, les candidats ayant rassemblé une majorité absolue de suffrages exprimés sur leur nom sont élus directement ;
2. Les sièges non pourvus sont répartis à la représentation proportionnelle, au quotient, entre les différentes listes (le score d'une liste étant bien entendu égal à l'addition des voix recueillies individuellement par les candidats qui y figurent) :

« On détermine le quotient électoral en divisant le nombre des votants, déduction faite des bulletins blancs ou nuls, par celui des députés à élire.
On détermine la moyenne de chaque liste en divisant par le nombre de ses candidats le total des suffrages qu'ils ont obtenus.
Il est attribué à chaque liste autant de sièges que sa moyenne contient de fois quotient électoral.
Les sièges restants, s'il y a lieu, seront attribués à la plus forte moyenne.
Les sièges seront, dans chaque liste, attribués aux candidats qui auront réuni le plus de suffrages. »
— Article 10
1. Enfin les sièges restants ont été tous attribués à la liste ayant recueilli le plus de voix.

Le but de ce changement était de mettre fin aux fiefs politiciens et de permettre la formation de majorités politiques plus larges et plus stables, capables de soutenir les différents gouvernements plus longtemps.

## Listes candidates
| N° | Candidats | Candidats              | Parti | Principales fonctions                                |
| -- | --------- | ---------------------- | ----- | ---------------------------------------------------- |
| 01 |           | Antoine Blanc          | PRRRS | Député sortant, conseiller général, maire de Groslée |
| 02 |           | Georges André-Fribourg | PRRRS | Député sortant                                       |
| 03 |           | Marie-Gabriel Boccard  | PRRRS | Conseiller général, médecin                          |
| 04 |           | Paul Nicollet          | SFIO  | Conseiller général, médecin                          |
| 05 |           | Gabriel Parisot        | SFIO  | Conseiller général                                   |

| N° | Candidats | Candidats           | Parti | Principales fonctions                  |
| -- | --------- | ------------------- | ----- | -------------------------------------- |
| 01 |           | Camille Mermod      | FR    | Député sortant                         |
| 02 |           | Pierre de Monicault | FR    | Député sortant, maire de Versailleux   |
| 03 |           | Émile Couibes       | FR    | Industriel                             |
| 04 |           | Léon Carrier        | FR    | Président du comice agricole de Belley |
| 05 |           | Léon Gauthier       | FR    | Directeur d'école pratique             |

| N° | Candidats | Candidats        | Parti   | Principales fonctions                     |
| -- | --------- | ---------------- | ------- | ----------------------------------------- |
| 01 |           | René Nicod       | PC-SFIC | Député sortant, maire d'Oyonnax           |
| 02 |           | Eugène Bouveyron | PC-SFIC | Secrétaire du syndicat des chemins de fer |
| 03 |           | Françisque Dulac | PC-SFIC | Tourneur-fraiseur                         |
| 04 |           | Antoine Geoffroy | PC-SFIC | Adjoint à Bellegarde-sur-Valserine        |
| 05 |           | Marcel Nicollet  | PC-SFIC | Ouvrier                                   |

| N° | Candidats | Candidats         | Parti | Principales fonctions                                                   |
| -- | --------- | ----------------- | ----- | ----------------------------------------------------------------------- |
| 01 |           | Joseph Bernier    | PRDS  | Député sortant, conseiller général, adjoint au maire de Bourg-en-Bresse |
| 02 |           | Hubert Garbit     | PRDS  | Ancien Gouverneur général de Madagascar                                 |
| 03 |           | Mr Pascal-Bonetti | PRS   | Écrivain                                                                |
| 04 |           | Prosper Blanc     | RI    | Conseiller général, maire de Saint-Martin-le-Châtel                     |
| 05 |           | Jean Gaillard     | RI    | Cultivateur                                                             |

## Résultats

### Députés sortants et députés élus
| Liste                     | Député sortant         |  | Parti   | Liste              | Député sortant         |                | Parti          |
| ------------------------- | ---------------------- |  | ------- | ------------------ | ---------------------- | -------------- | -------------- |
| Liste des combattants     | Pierre de Monicault    |  | FR      | Union républicaine | Pierre de Monicault    |                | FR             |
| Liste des combattants     | Camille Mermod         |  | FR      | Siège supprimé     | Siège supprimé         | Siège supprimé | Siège supprimé |
| Liste des combattants     | Joseph Bernier         |  | PRDS    | Cartel des gauches | Marie-Gabriel Boccard  |                | PRRRS          |
| Liste des combattants     | Georges André-Fribourg |  | PRRRS   | Cartel des gauches | Georges André-Fribourg |                | PRRRS          |
| Liste radicale-socialiste | Antoine Blanc          |  | PRRRS   | Cartel des gauches | Antoine Blanc          |                | PRRRS          |
| Liste socialiste unifiée  | René Nicod             |  | PC-SFIC | Cartel des gauches | Paul Nicollet          |                | SFIO           |

### Résultats à l'échelle du département
| Liste          | Liste                      | Moyenne        | %      | Sièges | Candidat              | Candidat                 | Tendance | Voix   | %     |
| -------------- | -------------------------- | -------------- | ------ | ------ | --------------------- | ------------------------ | -------- | ------ | ----- |
|                | Cartel des gauches         | 37 865         | 48,34  | 4      |                       | Georges André-Fribourg * | PRRRS    | 38 335 | 48,94 |
|                | Cartel des gauches         | 37 865         | 48,34  | 4      | Antoine Blanc *       | PRRRS                    | 38 291   | 48,88  |       |
|                | Cartel des gauches         | 37 865         | 48,34  | 4      | Marie-Gabriel Boccard | PRRRS                    | 37 895   | 48,38  |       |
|                | Cartel des gauches         | 37 865         | 48,34  | 4      | Paul Nicollet         | SFIO                     | 37 482   | 47,85  |       |
|                | Cartel des gauches         | 37 865         | 48,34  | 4      | Gabriel Parisot       | SFIO                     | 37 324   | 47,65  |       |
|                |                            |                |        |        |                       |                          |          |        |       |
|                | Union Républicaine         | 25 578         | 32,65  | 1      |                       | Pierre de Monicault *    | FR       | 26 528 | 33,86 |
|                | Union Républicaine         | 25 578         | 32,65  | 1      | Camille Mermod *      | FR                       | 26 425   | 33,73  |       |
|                | Union Républicaine         | 25 578         | 32,65  | 1      | Émile Couibes         | FR                       | 25 624   | 32,71  |       |
|                | Union Républicaine         | 25 578         | 32,65  | 1      | Léon Carrier          | FR                       | 25 602   | 32,68  |       |
|                | Union Républicaine         | 25 578         | 32,65  | 1      | Léon Gauthier         | FR                       | 24 712   | 31,55  |       |
|                |                            |                |        |        |                       |                          |          |        |       |
|                | Communiste                 | 7 384          | 9,43   | -      |                       | René Nicod *             | PC-SFIC  | 8 033  | 10,26 |
|                | Communiste                 | 7 384          | 9,43   | -      | Françisque Dulac      | PC-SFIC                  | 7 247    | 9,25   |       |
|                | Communiste                 | 7 384          | 9,43   | -      | Eugène Bouveyron      | PC-SFIC                  | 7 243    | 9,25   |       |
|                | Communiste                 | 7 384          | 9,43   | -      | Antoine Geoffroy      | PC-SFIC                  | 7 232    | 9,23   |       |
|                | Communiste                 | 7 384          | 9,43   | -      | Marcel Nicollet       | PC-SFIC                  | 7 169    | 9,15   |       |
|                |                            |                |        |        |                       |                          |          |        |       |
|                | Concentration républicaine | 6 750          | 8,62   | -      |                       | Joseph Bernier *         | PRDS     | 7 743  | 9,88  |
|                | Concentration républicaine | 6 750          | 8,62   | -      | Prosper Blanc         | RI                       | 6 658    | 8,50   |       |
|                | Concentration républicaine | 6 750          | 8,62   | -      | Jean Gaillard         | RI                       | 6 526    | 8,33   |       |
|                | Concentration républicaine | 6 750          | 8,62   | -      | Hubert Garbit         | PRDS                     | 6 464    | 8,25   |       |
|                | Concentration républicaine | 6 750          | 8,62   | -      | Mr Pascal-Bonetti     | PRS                      | 6 361    | 8,12   |       |
|                |                            |                |        |        |                       |                          |          |        |       |
| Inscrits       | Inscrits                   | Inscrits       | 95 354 | 100,00 |                       |                          |          |        |       |
| Abstentions    | Abstentions                | Abstentions    | 16 302 | 17,10  |                       |                          |          |        |       |
| Votants        | Votants                    | Votants        | 79 052 | 82,90  |                       |                          |          |        |       |
| Blancs et nuls | Blancs et nuls             | Blancs et nuls | 716    | 0,91   |                       |                          |          |        |       |
| Exprimés       | Exprimés                   | Exprimés       | 78 336 | 99,09  |                       |                          |          |        |       |